# House Democratic Caucus
Der House Democratic Caucus, manchmal auch Democratic Caucus of the United States House of Represents, ist die offizielle Organisation der demokratischen Repräsentanten im Repräsentantenhaus der Vereinigten Staaten. Im 118. Kongress der Vereinigten Staaten gehören diesem Caucus 212 der 435 Repräsentanten an. Somit stellen die Demokraten die Minderheit im Repräsentantenhaus. Der Vorsitzende des Caucus ist seit dem 118. Kongress der Vereinigten Staaten Pete Aguilar aus Kalifornien. Das Pendant des Caucus ist im Senat der Vereinigten Staaten der Democratic Caucus of the United States Senate mit deren Vorsitzenden Chuck Schumer aus New York, bei den Republikanern die House Republican Conference mit deren Vorsitzenden Elise Stefanik auch aus New York sowie die Senate Republican Conference mit deren Vorsitzenden John Barrasso aus Wyoming.

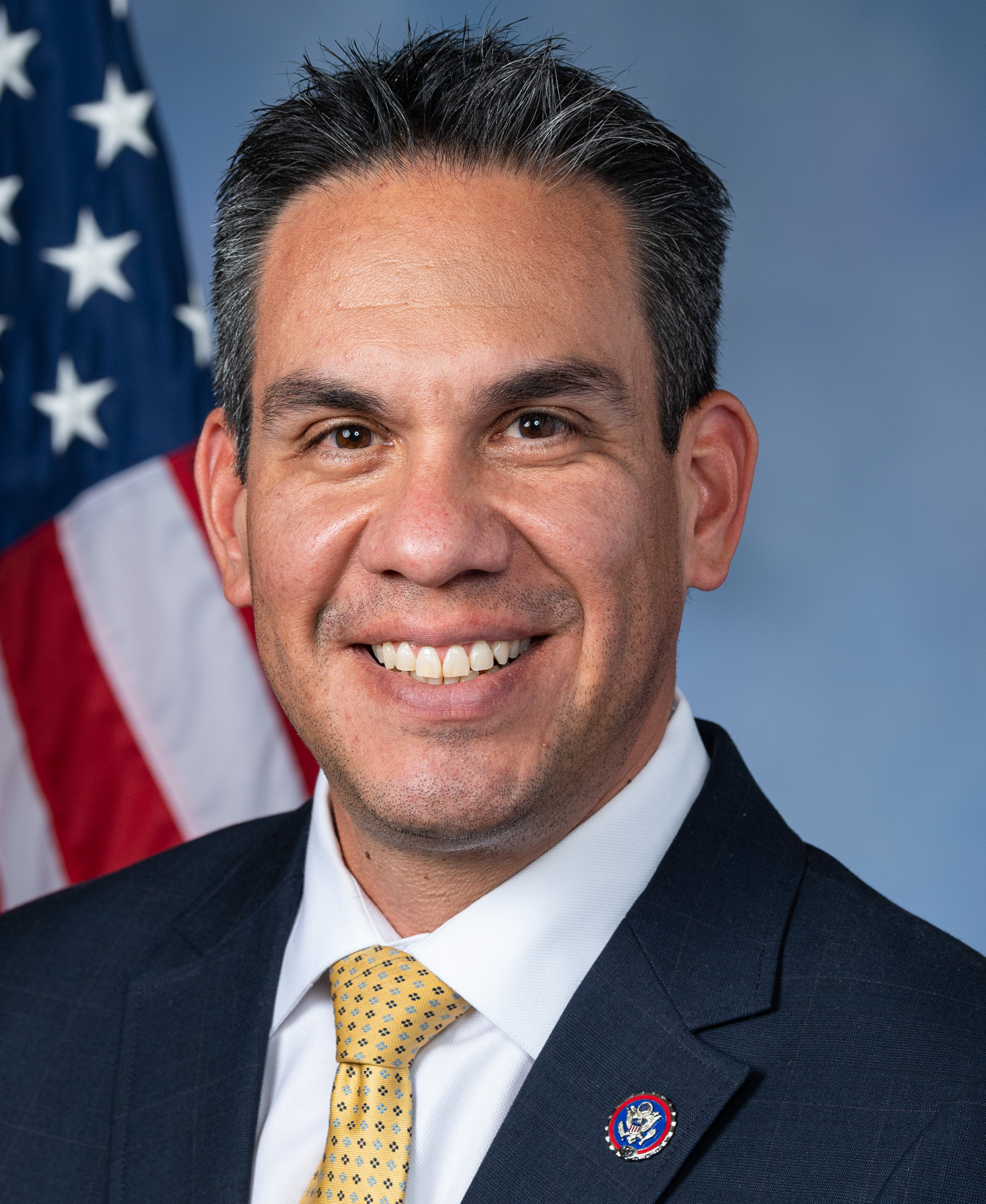
Der derzeitige Vorsitzende des Caucus Pete Aguilar

## Führung des Caucus
Mit Beginn des 118. Kongresses ist die Leitung des Caucus wie folgt:
- Hakeem Jeffries (NY) als Minderheitsführer im Repräsentantenhaus
- Katherine Clark (MA) als House Minority Whip
- Pete Aguilar (CA) als Caucus Chairman
- Ted Lieu (CA) als Caucus Vice Chair
- Suzan DelBene (WA) als Vorsitzende des Democratic Congressional Campaign Committee

## Demokratischer Parteiführer (Majority-/Minority-Leader)

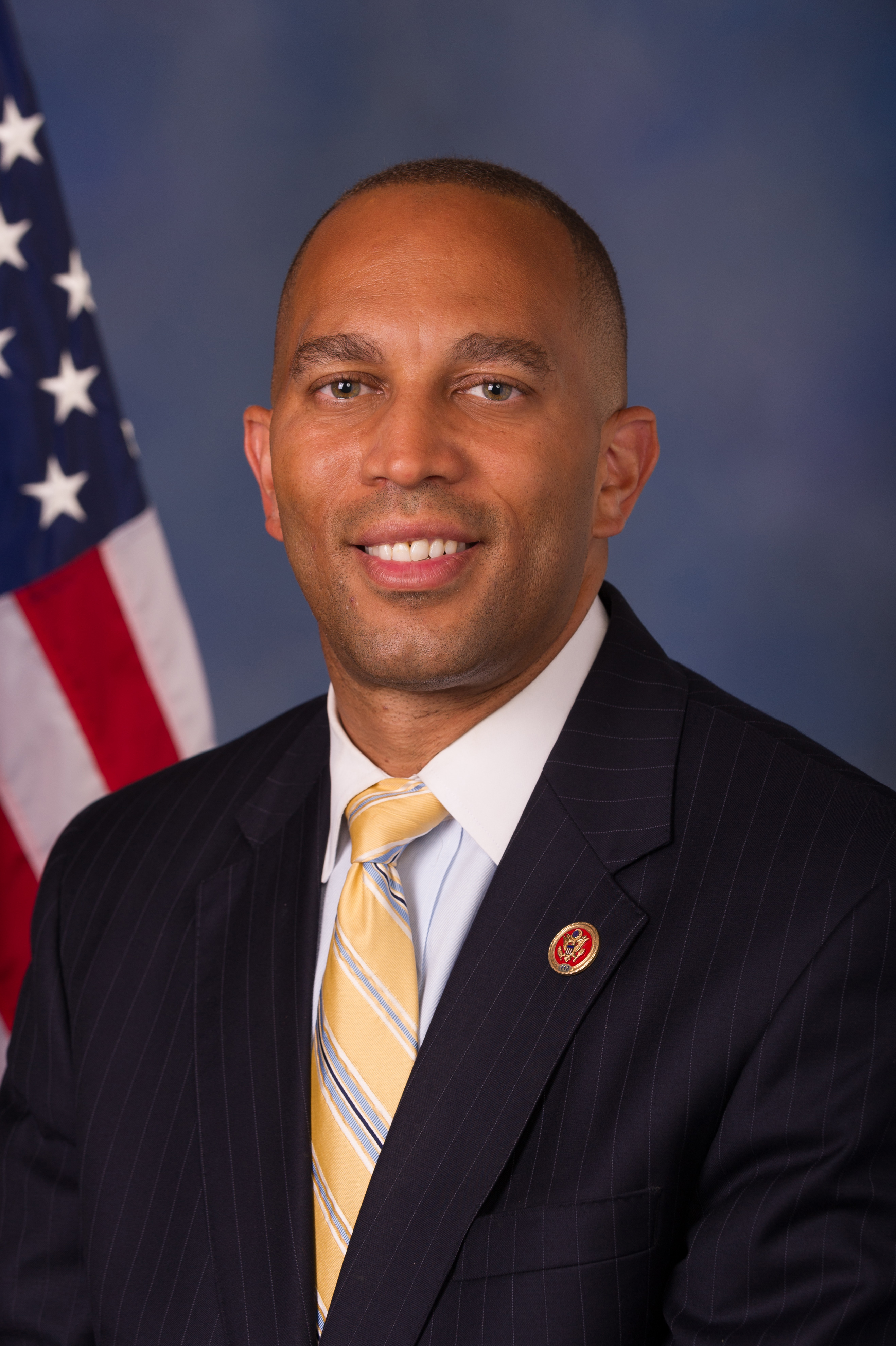
Der derzeitige Minority-Leader Hakeem Jeffries

### Amt
siehe dazu: Parteiführer des Repräsentantenhauses der Vereinigten Staaten von Amerika

#### Als Minority-Leader
Wenn die Republikaner die Mehrheit im Repräsentantenhaus haben, bzw. wenn die Demokraten in der Minderheit sind, wählen die demokratischen Abgeordnete einen Sprecher für ihre Partei. Dieser ist dann der Minority-Leader und somit der Oppositionsführer. Das Amt des Minority-Leaders ist das höchste Amt, das die demokratische Fraktion stellen kann, wenn sie in der Minderheit sind. Wenn die Demokraten dann die Mehrheit bei einer Wahl gewinnen, wird für gewöhnlich der Minority-Leader zum nächsten Speaker gewählt. Dies geschah zum letzten Mal nach der Wahl zum Repräsentantenhaus der Vereinigten Staaten 2018 als die bisherige Minority-Leader Nancy Pelosi zur Sprecherin des Repräsentantenhauses gewählt wurde.

#### Als Majority-Leader
Haben die Demokraten die Mehrheit im Repräsentantenhaus, so stellen sie den Sprecher des Repräsentantenhauses, wählen aber trotzdem einen Sprecher für die Partei, dadurch ist der Majority-Leader aber im Gegensatz zum Minority-Leader nur das zweithöchste Amt in der demokratischen Fraktion, obwohl es dann sehr stark vom Sprecher des Repräsentantenhauses abhängt, wie viel Macht er ihm zu teilt. Verlieren die Demokraten bei einer Wahl die Mehrheit, so wird der Majority-Leader meist der neue Minority-Whip, wenn die Führungsriege als ganzes wiedergewählt wird. Zuletzt war dies nach der Wahl zum Repräsentantenhaus der Vereinigten Staaten 2010 als der bisherige Majority-Leader Steny Hoyer zum Minority-Leader gewählt wurde.

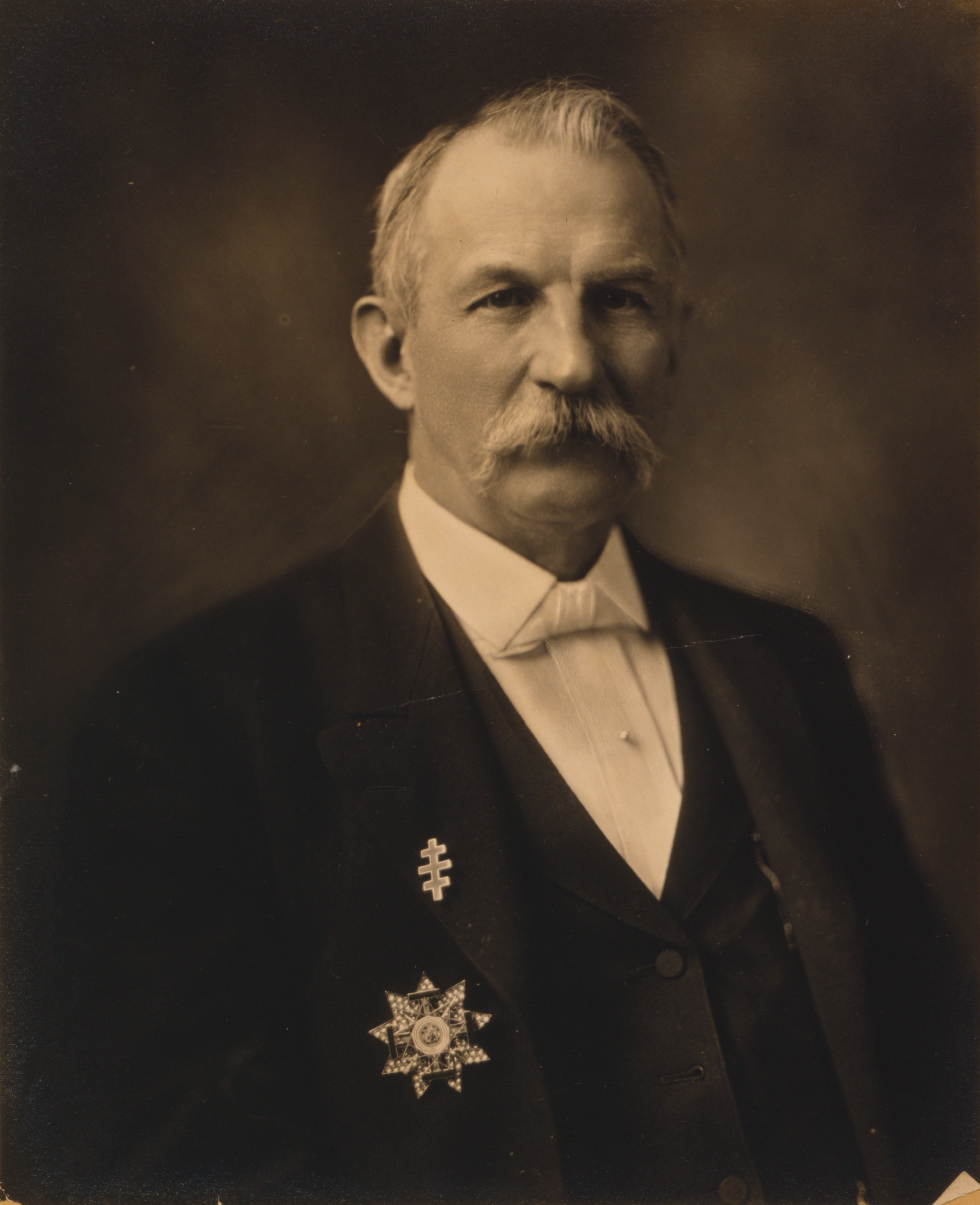
Der erste demokratische Minority-Leader James D. Richardson

### Liste der demokratischen Parteiführer
| Demokratische Parteiführer        | Kongresse     | Amtszeit  | Mehrheitsführer                                                              |
| --------------------------------- | ------------- | --------- | ---------------------------------------------------------------------------- |
| James D. Richardson (Tennessee)   | 56.–57.       | 1899–1903 | Nein                                                                         |
| John Sharp Williams (Mississippi) | 58.–60.       | 1903–1909 | Nein                                                                         |
| Champ Clark (Missouri)            | 61.           | 1909–1911 | Nein                                                                         |
| Oscar Underwood (Alabama)         | 62.–63.       | 1911–1915 | Ja                                                                           |
| Claude Kitchin (North Carolina)   | 64.–65.       | 1915–1919 | Ja                                                                           |
| Champ Clark (Missouri)            | 66.           | 1919–1921 | Nein                                                                         |
| Claude Kitchin (North Carolina)   | 67.           | 1921–1923 | Nein                                                                         |
| Finis J. Garrett (Tennessee)      | 68.–70.       | 1923–1929 | Nein                                                                         |
| John Nance Garner (Texas)         | 71.           | 1929–1931 | Nein                                                                         |
| Henry T. Rainey (Illinois)        | 72.           | 1931–1933 | Ja                                                                           |
| Jo Byrns (Tennessee)              | 73.           | 1933–1935 | Ja                                                                           |
| William Bankhead (Alabama)        | 74.           | 1935–1936 | Ja                                                                           |
| Sam Rayburn (Texas)               | 74.–76.       | 1936–1940 | Ja                                                                           |
| John W. McCormack (Massachusetts) | 76.–79.       | 1940–1947 | Ja                                                                           |
| Sam Rayburn (Texas)               | 80.           | 1947–1949 | Nein                                                                         |
| John W. McCormack (Massachusetts) | 81.–82.       | 1949–1953 | Ja                                                                           |
| Sam Rayburn (Texas)               | 83.           | 1953–1955 | Nein                                                                         |
| John W. McCormack (Massachusetts) | 84.–87.       | 1955–1962 | Ja                                                                           |
| Carl Albert (Oklahoma)            | 87.–91.       | 1962–1971 | Ja                                                                           |
| Hale Boggs (Louisiana)            | 92.           | 1971–1973 | Ja                                                                           |
| Tip O’Neill (Massachusetts)       | 93.–94.       | 1973–1977 | Ja                                                                           |
| Jim Wright (Texas)                | 95.–99.       | 1977–1987 | Ja                                                                           |
| Tom Foley (Washington)            | 100.–101.     | 1987–1989 | Ja                                                                           |
| Dick Gephardt (Missouri)          | 101.–107.     | 1989–2003 | bis zum 103. Kongress noch der Mehrheitsführer, danach der Minderheitsführer |
| Nancy Pelosi (Kalifornien)        | 108.–109.     | 2003–2007 | Nein                                                                         |
| Steny Hoyer (Maryland)            | 110.–111.     | 2007–2011 | Ja                                                                           |
| Nancy Pelosi (Kalifornien)        | 112.–115.     | 2011–2019 | Nein                                                                         |
| Steny Hoyer (Maryland)            | 116.- 117.    | 2019–2023 | Ja                                                                           |
| Hakeem Jeffries (New York)        | seit dem 118. | seit 2023 | Nein                                                                         |

## Demokratische Whips (Majority-/Minority-Whips)

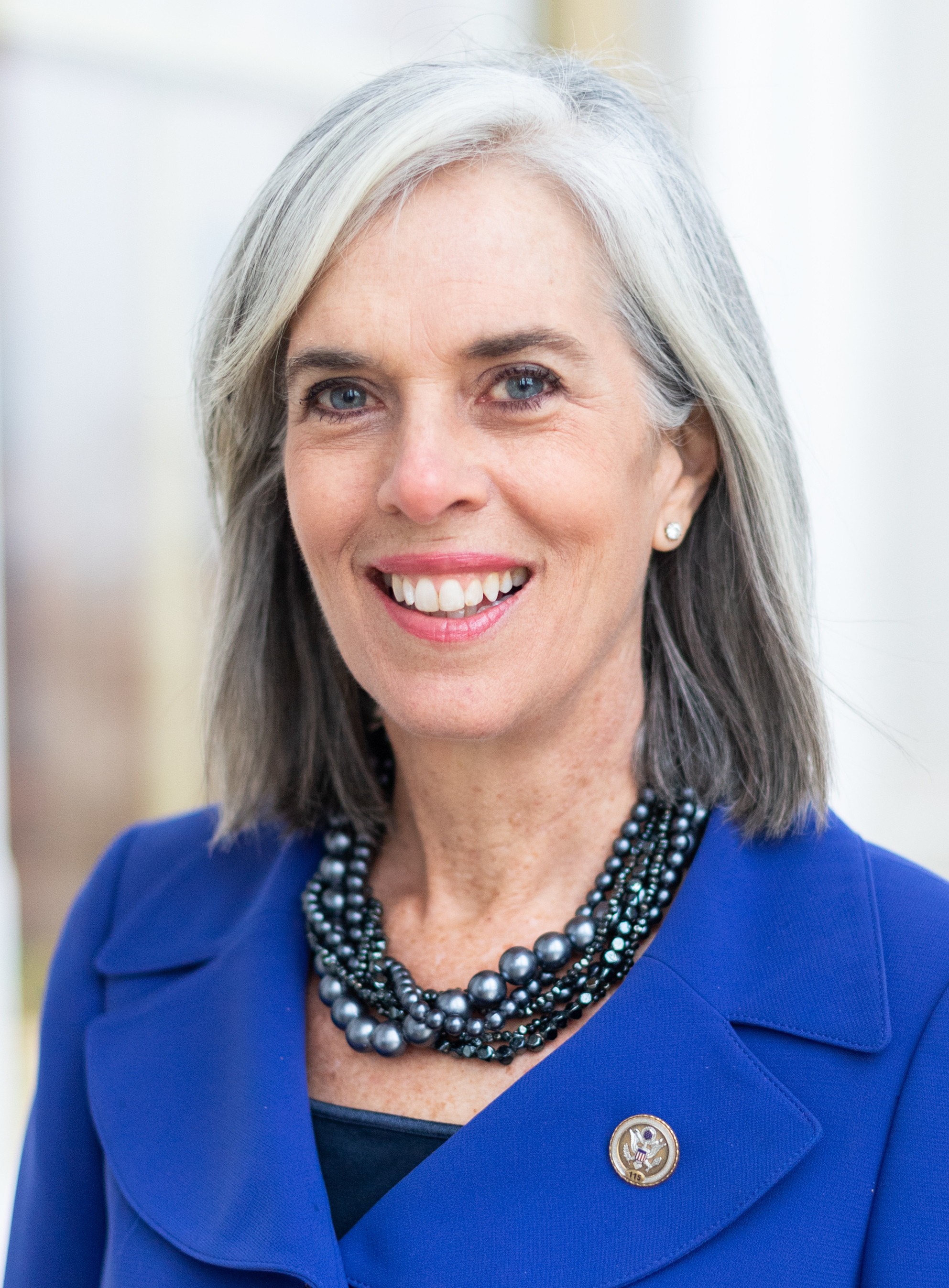
Die derzeitige Minority Whip Katherine Clark

### Amt
siehe dazu: Whip

#### Als Minority-Whip
Die Demokraten wählen wie auch die Republikaner für jeden Kongress einen Whip. Dieser wird dann, wenn die Demokraten in der Minderheit sind Minority-Whip genannt. In der demokratischen Fraktion ist der Minority-Whip das zweithöchste Amt nach dem Minority-Leader. Wenn die Demokraten die Mehrheit in Repräsentantenhaus zurückgewinnen, steigt der Minority-Whip meist zum Majority-Leader auf. Dies ist das letzte Mal nach der Wahl zum Repräsentantenhaus der Vereinigten Staaten 2018 als der bisherige Minority-Whip Steny Hoyer zum neuen Majority-Leader gewählt wurde.

#### Als Majority-Whip
Wenn die Demokraten die Mehrheit im Repräsentantenhaus stellen, heißt ihr Whip automatisch Majority-Whip. In der demokratischen Führungsriege ist der Whip, dann die dritthöchste Person nach dem Sprecher des Repräsentantenhauses der Vereinigten Staaten und dem demokratischen Majority-Leader.

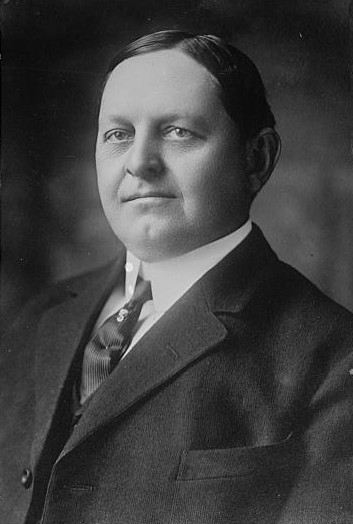
Der erste demokratische Whip Oscar Underwood

### Liste aller demokratischen Whips
| Name                      | Kongresse     | Amtszeit  |
| ------------------------- | ------------- | --------- |
| Oscar Underwood           | 56.           | 1899–1901 |
| James Tilghman Lloyd      | 57.–60.       | 1901–1908 |
| Thomas Montgomery Bell    | 63.           | 1913–1915 |
| William Allan Oldfield    | 67.–70.       | 1921–1928 |
| John McDuffie             | 70.–72.       | 1928–1933 |
| Arthur H. Greenwood       | 73.           | 1933–1935 |
| Patrick Joseph Boland     | 74.–77.       | 1935–1942 |
| Robert C. Word Ramspeck   | 77.–79.       | 1942–1945 |
| John Jackson Sparkman     | 79.           | 1945–1947 |
| John William McCormack    | 80.           | 1947–1949 |
| James Percy Priest        | 81.–82.       | 1949–1953 |
| John William McCormack    | 83.           | 1953–1955 |
| Carl Bert Albert          | 84.–87.       | 1955–1963 |
| Thomas Hale Sr. Boggs     | 87.–91.       | 1961–1971 |
| Thomas Philip O’Neill Jr. | 92.           | 1971–1973 |
| John Joseph McFall        | 93.–94.       | 1973–1977 |
| John Brademas             | 95.–96.       | 1977–1981 |
| Thomas Stephen Foley      | 97.–99.       | 1981–1987 |
| Tony Coelho               | 100.–101.     | 1987–1989 |
| William Herbert Gray III  | 101.–102.     | 1989–1991 |
| David Edward Bonior       | 102.–107.     | 1991–2002 |
| Nancy Pelosi              | 107.          | 2002–2003 |
| Steny Hamilton Hoyer      | 108.–109.     | 2003–2007 |
| James Enos Clyburn        | 110.–111.     | 2007–2011 |
| Steny Hamilton Hoyer      | 112.–115.     | 2011–2019 |
| James Enos Clyburn        | 116.-117.     | 2019–2023 |
| Katherine Clark           | seit dem 118. | seit 2023 |